# 陳真 (棒球運動員)
陳真（1998年10月22日—）是臺灣阿美族裔棒球選手。現效力於富邦悍將，守備位置為外野手。

## 生平
三級棒球時期均在新北市球隊，曾入選2016年亞洲青棒錦標賽國手，也曾在富邦悍將擔任球僮，協助球隊練球。高中畢業後未選擇參與選秀，而是就讀大學精進自己。大二升大三時，見到當時隊友劉致榮計畫性重量訓練的成果，也開始有規律地重訓。加上打擊技術提升，長打逐漸發揮，大三時敲出七支全壘打，遠超過大二以前的總和。大三下時決定參與季中選秀，被富邦悍將以第三輪第15順位選中，球隊與其以簽約金330萬元、月薪9萬元及激勵獎金30萬元的條件達成共識，被認為可以提升球隊的長打火力。擊球點的掌握問題要克服，全力揮擊為前提。角落外野守備待加強，多練外野守備。

## 經歷
- 台北縣新埔國小少棒隊
- 新北市新埔國中青少棒隊
- 新北市立二重國民中學青少棒隊
- 新北市私立穀保高級家事商業職業學校青棒隊
- 中國文化大學棒球隊（美孚巨人）
- 中華職棒富邦悍將（2020年8月－）

## 職棒生涯成績
| 年度 | 球隊     | 出賽 | 打數 | 安打 | 全壘打 | 打點 | 盜壘 | 四死 | 三振 | 壘打數 | 雙殺打 | 打擊率 | 上壘率 | 長打率 | OPS   |
| ---- | -------- | ---- | ---- | ---- | ------ | ---- | ---- | ---- | ---- | ------ | ------ | ------ | ------ | ------ | ----- |
| 2021 | 富邦悍將 | 25   | 54   | 9    | 2      | 7    | 0    | 7    | 24   | 20     | 0      | 0.167  | 0.262  | 0.370  | 0.632 |
| 2022 | 富邦悍將 | 41   | 112  | 25   | 4      | 12   | 2    | 7    | 33   | 40     | 4      | 0.223  | 0.267  | 0.357  | 0.624 |
| 2023 | 富邦悍將 | 19   | 35   | 8    | 1      | 4    | 0    | 8    | 11   | 12     | 4      | 0.229  | 0.364  | 0.343  | 0.707 |
| 2024 | 富邦悍將 | 53   | 144  | 38   | 3      | 18   | 2    | 24   | 42   | 56     | 4      | 0.264  | 0.363  | 0.389  | 0.752 |
| 合計 | 4年      | 138  | 345  | 80   | 10     | 41   | 4    | 46   | 110  | 128    | 8      | 0.232  | 0.318  | 0.371  | 0.689 |

## 外部連結
- 陳真在台灣棒球維基館上的頁面（繁體中文）
- 陳真在中華職棒官網
- 陳真在Baseball-Reference.com（小聯盟以及海外聯盟）（英语）